# باتن‌برگ (راینلاند-فالتس)
باتنبرگ (به آلمانی: Battenberg) یک شهر در آلمان است که در باد دورکهایم واقع شده‌است. باتنبرگ ۳۹۶ نفر جمعیت دارد.